# Бетге, Ханс
Ханс Бетге (нем. Hans Bethge, 9 января 1876, Дессау – 1 февраля 1946, Гёппинген) – немецкий поэт, переводчик восточных литератур.

## Биография
Изучал языки и философию в Галле, Эрлангене, Женеве. Два года учительствовал в Испании. С 1901 года поселился в Берлине, где жил литературными занятиями. Дружил с живописцами художественной колонии Ворпсведе. Его книги иллюстрировал Генрих Фогелер, несколько его скульптурных портретов оставил Вильгельм Лембрук. После 1943 года жил в швабской провинции.

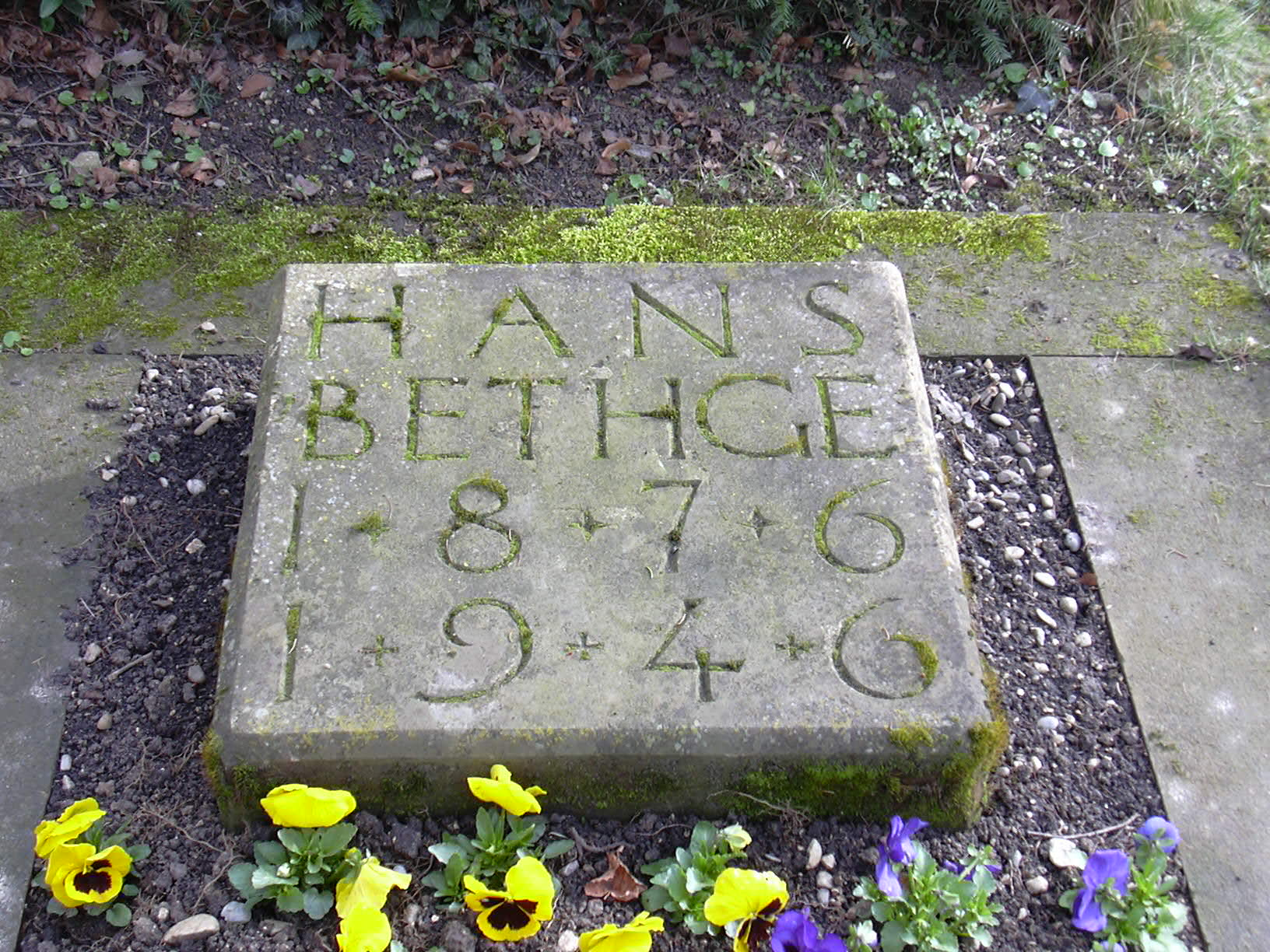
Могила Ханса Бетге

Похоронен в городе Кирхгайм-унтер-Тек.

## Творчество
Писал символистские стихи («Безмолвный остров», 1898), новеллы, эссе, драмы («Дон Жуан», 1910), путевые дневники,  выпустил несколько антологий современной поэзии, немецкой и зарубежной, написал биографию Гёльдерлина (1904), эссе о художниках Ворпсведе, Енсе Петере Якобсене и др. Но настоящую известность ему принесли переводы восточной поэзии. Сборник его переводов «Китайская флейта» (1907) разошелся в количестве 100 тысяч экземпляров, был до нынешнего дня переиздан 30 раз, на стихи из этой книги писали музыку Густав Малер («Песнь о Земле»), Рихард Штраус,  Кароль Шимановский, Богуслав Мартину, Арнольд Шёнберг, Антон Веберн, Виктор Ульман, Эрнст Кшенек, Бернард ван Дирен, Кшиштоф Пендерецкий и еще десятки композиторов (в целом - свыше 160, см.: ).
Переводил также армянскую, турецкую, японскую, арабскую, индийскую, персидскую лирику (Омар Хайям, Хафиз, Саади).

## Память
В честь Ханса Бетге назван астероид (937) Бетгея, открытый в 1920 году.

## Избранные произведения
- Die chinesische Flöte / Китайская флейта (1907)
- Hafis / Хафиз (1910)
- Japanischer Frühling / Японская весна (1911)
- Arabische nächte / Арабские ночи (1912)
- Das türkische Liederbuch / Турецкая книга песен (1913)
- Die indische harfe / Индийская арфа (1913)
- Pfirsichblüten aus China / Цветы персика из Китая (1920)
- Omar Khayam  / Омар Хайям (1921)
- Die armenische Nachtigall / Армянский соловей (1924)